# Метаморфические горные породы
Метаморфи́ческие го́рные поро́ды (или видоизменённые горные породы) — горные породы, образованные в толще земной коры в результате метаморфизма, то есть изменения осадочных и магматических горных пород вследствие изменения физико-химических условий. Благодаря движениям земной коры, осадочные горные породы и магматические горные породы подвергаются воздействию высокой температуры, большого давления и различных газовых и водных растворов, при этом они начинают изменяться.

## Типы
Одна из последних классификаций метаморфизма приведена в таблице:
| Тип метаморфизма                | Факторы метаморфизма                                 |
| ------------------------------- | ---------------------------------------------------- |
| Метаморфизм погружения          | Увеличение давления, циркуляция водных растворов     |
| Метаморфизм нагревания          | Рост температуры                                     |
| Метаморфизм гидратации          | Взаимодействие горных пород с водными растворами     |
| Дислокационный метаморфизм      | Тектонические деформации                             |
| Импактный (ударный) метаморфизм | Падение крупных метеоритов, мощные эндогенные взрывы |

## Состав,текстурыиструктурыметаморфических горных пород

### Формы залегания метаморфических пород
Так как исходным материалом метаморфических горных пород являются осадочные и магматические породы, их формы залегания должны совпадать с формами залегания этих пород. Так на основе осадочных пород сохраняется пластовая форма залегания, а на основе магматических — форма интрузий или покровов. Этим иногда пользуются, чтобы определить их происхождение. Так, если метаморфическая порода происходит от осадочной, ей дают приставку пара- (например, парагнейсы), а если она образовалась за счёт магматической породы, то ставится приставка орто- (например, ортогнейсы).

### Состав метаморфических пород
Химический состав метаморфических горных пород разнообразен и зависит в первую очередь от состава исходных. Однако состав может отличаться от состава исходных пород, так как в процессе метаморфизма происходят изменения под влиянием привносимых водными растворами веществ и метасоматических процессов.
Минеральный состав метаморфических пород также разнообразен, они могут состоять из одного химического соединения, например кварца (кварцит) или кальцита (мрамор), или из смеси многих веществ, например силикатов сложного состава. Главные породообразующие минералы представлены кварцем, полевыми шпатами, слюдами, пироксенами и амфиболами. Наряду с ними присутствуют типично метаморфические минералы: гранаты, андалузит, дистен, силлиманит, кордиерит, скаполит и некоторые другие. Характерны, особенно для слабометаморфизованных пород тальк, хлориты, актинолит, эпидот, цоизит, карбонаты.
Физико-химические условия образования метаморфических пород, определённые методами геобаротермометрии весьма высокие. Они колеблются от 100—300 °C до 1000—1500 °C и от десятков бар до 20—30 Кбар

### Текстурыметаморфических пород
Текстура породы — пространственная характеристика свойства породы, она отражает способ заполнения пространства.
- Сланцевая — большое распространение в метаморфических породах получили листоватые, чешуйчатые и пластинчатые минералы, что связано с их приспособлением к кристаллизации в условиях высоких давлений. Это выражается в сланцеватости горных пород — породы распадаются на тонкие плитки и пластинки.
- Полосчатая — чередование различных по минеральному составу полос (например, у циполина), образующихся при наследовании текстур осадочных пород.
- Пятнистая — наличие в породе пятен, отличающихся по цвету, составу, устойчивости к выветриванию.
- Массивная — отсутствие ориентировки породообразующих минералов.
- Плойчатая — под влиянием давления порода собрана в мелкие складки.
- Миндалекаменная — представленная более или менее округлыми или овальными агрегатами среди сланцеватой массы породы.
- Катакластическая — отличающаяся раздроблением и деформацией минералов.

«Миндалекаменная текстура» не может относиться собственно к текстурам, поскольку не является характеристикой способа заполнения пространства. Она более всего характеризует структурные особенности породы. 

«Катакластическая текстура» также не может быть текстурной характеристикой по тем же причинам. Термин «катакластический» отражает только механизм образования зерен, выполняющих породу.

### Структурыметаморфических пород
Понятие «структура» не имеет строгого определения и носит интуитивный характер. Согласно практике геологических исследований «структура» больше характеризует размерные (крупно-, средне- или мелкообломочные) параметры слагающих породу зёрен.
Структуры метаморфических пород возникают в процессе перекристаллизации в твёрдом состоянии, или кристаллобластеза. Такие структуры называют кристаллобластовыми. По форме зёрен различают структуры:
- гранобластовая (агрегат изометрических зёрен);
- лепидобластовая (агрегат листоватых или чешуйчатых кристаллов);
- нематобластовая (агрегат игольчатых или длиннопризматических кристаллов);
- фибробластовая (агрегат волокнистых кристаллов).

По относительным размерам:
- гомеобластовая (агрегат зёрен одинакового размера);
- гетеробластовая (агрегат зёрен разных размеров);
- порфиробластовая (крупные кристаллы — порфиробласты — резко выделяются на фоне более мелкозернистой основной ткани породы);
- пойкилобластовая (наличие мелких вростков минералов в основной ткани породы);
- ситовидная (обилие мелких вростков одного минерала в крупных кристаллах другого минерала).

## Наиболее распространённые метаморфические породы

### Породы регионального метаморфизма
Здесь приведены породы, образовавшиеся в результате регионального метаморфизма (от менее к более метаморфизованным).
1. Глинистые сланцы — представляют начальную стадию метаморфизма глинистых пород. Состоят преимущественно из гидрослюд, хлорита, иногда каолинита, реликтов других глинистых минералов (монтмориллонита, смешаннослойных минералов), кварца, полевых шпатов и других неглинистых минералов. В них хорошо выражена сланцеватость. Они легко раскалываются на плитки. Цвет сланцев: зелёный, серый, бурый до чёрного. Содержат углистое вещество, новообразования карбонатов и сульфидов железа.
2. Филлиты [греч. филлитес — листоватый] — плотная темная с шелковистым блеском сланцеватая порода, состоящая из кварца, серицита, иногда с примесью хлорита, биотита и альбита. По степени метаморфизма переходная порода от глинистых к слюдяным сланцам.
3. Хлоритовые сланцы — Хлоритовые сланцы представляют собой сланцеватые или чешуйчатые породы, состоящие преимущественно из хлорита, а также актинолита, талька, слюды, эпидота, кварца и других минералов. Цвет их зелёный, на ощупь жирные, твердость небольшая. Часто содержат магнетит в виде хорошо образованных кристаллов (октаэдров).
4. Тальковые сланцы — агрегат листочков и чешуек талька сланцеватого строения, зеленоватого или белого цвета, мягок, обладает жирным блеском. Встречается изредка среди хлоритовых сланцев и филлитов в верхнеархейских (гуронских) образованиях, но иногда является результатом метаморфизации и более молодых осадочных и изверженных (оливиновых) горных пород. Как примесь присутствуют магнезит, хромит, актинолит, апатит, глинкит, турмалин. Часто к тальку в большом количестве примешиваются листочки и чешуйки хлорита, обусловливающие переход в тальково-хлористовый сланец.
5. Кристаллические сланцы — общее название обширной группы метаморфических пород, характеризующиеся средней (частично сильной) степенью метаморфизма. В отличие от гнейсов в кристаллических сланцах количественные взаимоотношения между кварцем, полевыми шпатами и темноцветными минералами могут быть разными.
6. Амфиболиты — метаморфическая горная порода, состоящая из амфибола, плагиоклаза и минералов примесей. Роговая обманка, содержащаяся в амфиболитах, отличается от амфиболов сложным составом и высоким содержанием глинозёма. В противоположность большинству метаморфических пород высоких ступеней регионального метаморфизма амфиболиты не всегда обладают хорошо выраженной сланцеватой текстурой. Структура амфиболитов гранобластовая (при склонности роговой обманки к образованию удлинённых по сланцеватости кристаллов), нематобластовая и даже фибробластовая. Амфиболиты могут образовываться как за счёт основных изверженных пород — габбро, диабазов, базальтов, туфов и др., так и за счёт осадочных пород мергелистого состава. Переходные разности к габбро называются габбро-амфиболитами и характеризуются реликтовыми (остаточными) габбровыми структурами. Амфиболиты, возникающие за счёт ультраосновных горных пород, отличаются обычно отсутствием плагиоклаза и состоят практически целиком из роговой обманки, богатой магнием (антофиллит, жедрит). Различают следующие виды амфиболитов: биотитовые, гранатовые, кварцевые, кианитовые, скаполитовые, цоизитовые, эпидотовые и др. амфиболиты.
7. Кварциты — зернистая горная порода, состоящая из зерен кварца, сцементированных более мелким кварцевым материалом. Образуется при метаморфизме кварцевых песчаников, порфиров. Встречаются в корах выветривания, образуясь при метасоматозе (гипергенные кварциты) с окислением медноколчеданных месторождений. Они служат поисковым признаком на медноколчеданные руды. Микрокварциты образуются из подводных гидротерм, выносящих в морскую воду кремнезём, при отсутствии других компонентов (железо, магний и др.).
8. Гнейсы — метаморфическая горная порода, характеризующаяся более или менее отчётливо выраженной параллельно-сланцеватой, часто тонкополосчатой текстурой с преобладающими гранобластовыми и порфиробластовыми структурами и состоящая из кварца, калиевого полевого шпата, плагиоклазов и цветных минералов. Выделяют: биотитовые, мусковитовые, двуслюдяные, амфиболовые, пироксеновые и др. гнейсы.

### Метаморфические породы образовавшиеся придинамометаморфизме
Это породы, возникающие под действием динамометаморфизма и тектонических нарушений в зоне дробления. Дроблению и деформации подвергаются не только сама порода, но и минералы.
1. Катаклазиты — продукт дислокационного метаморфизма, не сопровождающегося явлениями перекристаллизации и минералообразования. Внутреннее строение характеризуется присутствием сильно деформированных, изогнутых, раздробленных зёрен минералов и часто наличием мелкогранулированной полиминеральной связующей массы (цемента).
2. Милониты — Тонкоперетёртая горная порода с отчётливо выраженной сланцеватой текстурой. Образуются в зонах дробления, особенно по плоскостям надвигов и сбросов. Разорванные блоки горных пород, перемещаясь, дробят, перетирают и одновременно сдавливают породы, вследствие чего она становится компактной и однородной. Для милинитов характерны полосчатые текстуры, расслоёность и флюидальность. От катаклазитов отличается большей степенью раздробленности и развитием параллельной текстуры.

## Фации метаморфизма
При метаморфических преобразованиях происходят разнообразные химические реакции. Считается, что они осуществляются в твёрдом состоянии. В процессе этих реакций происходит образование новых или перекристаллизация старых минералов так, что для конкретного интервала температур и давлений этот набор минералов остаётся относительно постоянным. Определяющий набор минералов получил название «фация метаморфизма». Разделение метаморфических пород на фации началось ещё в XIX веке и связано с работами Г. Барроу (1893), А. А. Иностранцева (1877), Г. Ф. Бекера (1893) и других исследователей, и широко применялоссь в начале XX века (Ван-Хайз, 1904; В. М. Гольдшмидт, 1911; П. Эскола, 1920; Ц. Е. Тилли, 1925; и др.). Существенную роль в разработке физико-химической природы минеральных фаций сыграл Д. С. Коржинский (1899—1985).
Современные представления об основных минеральных фациях метаморфизма приведены в таблице.
| Тип метаморфизма         | Фации метаморфизма                       | Давление (МПа) | Температурный интервал (°C) | Примеры пород                             |
| Метаморфизм погружения   | Цеолитовая                               | < (200—500)    | < (200—300)                 | Метаграувакки, метавулканиты              |
| Метаморфизм погружения   | Пренит-пумпелиитовая                     | 200—500        | 200—300                     | Метаграувакки, метавулканиты              |
| Метаморфизм погружения   | Лавсонит-глауковановая (голубых сланцев) | 400—800        | 300—400                     | Глаукофановые сланцы                      |
| Метаморфизм погружения   | Эклогитовая                              | > 800          | > (400—700)                 | Эклогиты                                  |
| Контактовый метаморфизм  | Альбит-эпидотовых роговиков              | —              | 250—500                     | Роговики контактовые, скарны              |
| Контактовый метаморфизм  | Амфиболовых роговиков                    | —              | 450—670                     | Роговики контактовые, скарны              |
| Контактовый метаморфизм  | Пироксеновых роговиков                   | —              | 630—800                     | Роговики контактовые, скарны              |
| Контактовый метаморфизм  | Санидиновая                              | —              | > (720—800)                 | Роговики контактовые, скарны              |
| Региональный метаморфизм | Зелёных сланцев                          | 200—900        | 300—600                     | Зелёные сланцы, хлорит-серицитовые сланцы |
| Региональный метаморфизм | Эпидот-амфиболитовая                     | 200—900        | 500—650                     | Амфиболиты, слюдяные сланцы               |
| Региональный метаморфизм | Амфиболитовая                            | 200—900        | 550—800                     | Амфиболиты, биотитовые парагнейсы         |
| Региональный метаморфизм | Гранулитовая                             | 200—900        | > (700—800)                 | Гранулиты, гиперстеновые парагнейсы       |
| Региональный метаморфизм | Кианитовые сланцы                        | > 900          | 500—700                     | Кианитовые сланцы                         |
| Региональный метаморфизм | Эклогитовая                              | > 900          | 500—700                     | Эклогиты                                  |

## Температуры образования метаморфических горных пород
Температуры образования метаморфических пород всегда интересовали исследователей, поскольку не позволяли понимать условия, а отсюда и историю механизма образования этих пород. Ранее до разработки основных методов определения температур образования метаморфических минералов главным методом решения задачи были экспериментальные исследования, основанные на анализе различных диаграмм плавкости. На этих диаграммах устанавливались основные интервалы температур и давлений, в пределах которых выявлялась устойчивость тех или иных минеральных ассоциаций. Далее результаты экспериментов практически механически переносились на природные объекты. Параметры образования конкретных минералов не изучались, что является существенным недостатком подобных исследований.
В последующие годы появились новые методы определения температур образования минералов, к которым относились анализ расплавных включений, изотопные и геохимические геотермометры (см. Геобаротермометрия); эти методы позволили уточнить границы существования тех или иных минеральных ассоциаций в природных условиях и перекинуть мостик между экспериментальными исследованиями и природными явлениями.
В настоящее время все температурные измерения, выполненные с помощью упомянутых выше геотермометров, вызывают сомнение в связи с тем, что в теоретических разработках и методах их использования выявлены существенные методические ошибки.
Дальнейшие исследования привели к созданию новых типов изотопных геотермометров, позволивших определять температуру образования конкретных минералов. Некоторые результаты этих исследований приведены в таблице.
| Породы | Регионы    | Минералы | Минералы | Минералы | Минералы | Минералы | Минералы | Минералы | Минералы |
| Породы | Регионы    | Qw       | Bio      | Il       | Mt       | Kf       | Mus      | Alb      | Grn      |
| Сланцы | Австрия    | 700*     | —        | —        | —        | —        | —        | —        | 330      |
| Сланцы | Гренландия | 700*     | —        | —        | 610      | —        | —        | —        | —        |
| Сланцы | Гренландия | 700*     | —        | —        | 594      | —        | —        | —        | —        |
| Метапелит | Альпы      | 670      | —        | 604      | —        | —        | —        | —        | —        |
| Метапелит | Альпы      | —        | 740      | —        | —        | —        | —        | —        | —        |
| Ортогнейс | Альпы      | 650      | —        | 620      | —        | 550      | —        | —        | —        |
| Гнейс | Альпы      | 700*     | —        | —        | —        | —        | —        | —        | 320      |
| Минералы: Qw — кварц; Bio — биотит; Il — ильменит; Mt — магнетит; Kf — калиевый полевой шпат; Mus — мусковит; Alb — альбит; Grn — гранат. (*) — минерал взят в качестве эталона с указанной температурой. |            |          |          |          |          |          |          |          |          |

Последовательность выделения минералов метаморфитов описывается рядом
(КВ, БИ) > (МТ, ИЛ) > ПЛ40 > МУ > ГР(?)
(ПЛ40 — плагиоклаз № 40). 
Приведённый ряд обладает следующими особенностями:
- 1. различие Т кристаллизации метаморфических пород, говорящее о возможной их разновозрастности;
- 2. для силикатов установлен парагенезис с водой, согласуясь со схемой выделения их из растворов;

(≡Si-O-Si≡) + H2O → 2(≡Si-OH)
- 3. в образовании рудных минералов ни вода, ни СО2, ни СО участия не принимают. Эти минералы находятся в изотопном равновесии с рутилом в результате образования, например, по уравнению

6FeTiO3 + O2 → 2Fe3O4 + 6TiO2.
- 4. установлено влияние диффузии компоненты HDO в водосодержащих силикатах на формирование изотопного состава водорода.

## Механизм образования минералов в метаморфических породах
Под механизмом выделения минерала понимается химическая реакция, ведущая к кристаллизации этого минерала. Эти задачи являются одними из основных задач петрологии. Примеры подобных реакций приведены в работе Н. А. Елисеева. Очень многие метаморфические минеральные ассоциации подтверждены в экспериментах. Однако в них поведение конкретного минерала не определено, а кроме того реальность этих уравнений в природных условиях не доказана. В обоих случаях наблюдается произвол в составлении уравнений образования минералов. Особенно же одиозны реакции с участием флюидных компонентов. Чаще всего все постулируемые уравнения являются «сочинением на вольную тему». Эти решения являются правдоподобными, но не доказанными. Это мифические решения. Примером не корректно написанной реакции является вывод В. И. Лучицкого: описывая замещение роговой обманки (далее Amp), он приводит реакцию 5Amp + 7W → 2Ep + Chl + Act + Qw + … (Act — актинолит, W — вода) и пишет, что «Обыкновенно одновременно развивается эпидот Ep (более высокотемпературный) и хлорит Chl (более низкотемпературный)». Но если в окрестности одной точки минералы появляются при разных температурах, значит, они не одновременны. Следовательно, данная реакция должна быть разбита минимум на две реакции.
Примером другой подобной реакции является реакция (Федькин В. В., 1975)
8Stav + 12Qw = 4Grn + Chl + 30Kya.
В этой реакции Grn и Chl образуются при разных температурах.
Эти результаты не учитывают новые данные по геохимии минералов, отражённые в таблице.
Многочисленные аналитические данные позволяют найти ответ на этот вопрос.

### Гранаты
Изотопных данных — ограниченное количество.
Геохимические данные. Это наиболее богатый по количеству анализов минерал. У нас нет выборок, в которых гранат или другой минерал одновременно подвергался бы изотопному и силикатному анализам. Во всех случаях рассчитаны химические реакции обмена элементами Ca, Mg, Fe и Mn между соединениями Grn -Ċ. В качестве Ċ взяты: Ca, Mg, Fe, Ca+2, Mg+2, Fe+2, CaO, MgO, FeO, Fe2O3, Al2O3, пироксены простые (например, MgSiO3) и двойные (например, CaMgSi2O6), биотиты, оливины (простые и двойные), кордиериты, силлиманиты (для пары Fe+3-Al+3), шпинели (в том числе магнетиты), корунд, гематит.
Все изученные гранаты (Grn) находятся в ассоциации преимущественно с биотитом (Bio), кордиеритом (Cor) и плагиоклазом (Pl).
По изотопным данным Bio образованы при Т ≈ 700 °C, плагиоклазы ≈ 500 °C. Температура выделения граната недостаточно ясна. По изотопным данным он выделяется при 300—450 °C; результаты анализа ГЖВ дают те же пределы. По официальной точке зрения — ≈ 700 °C, но она опирается во многом на геохимические термометры, в использовании которых имеются существенные ошибки. Bio и Grn выделяются в равновесии с водой. О Cor информации нет. По экспериментам (Л. Л. Перчука и др., 1983) при Т = 550—1000 °C при совместной кристаллизации ионный обмен между Grn и Cor отсутствует.
Основной версией является равновесие Grn с Cor, часто присутствующим в гнейсах в ассоциации с Grn. Тогда вероятное уравнение образования гранатов имеет вид
… = {Cor + [Grn ]+ H2O}+ ….
Здесь скобки отражают: […] — изотопное; {…} — геохимическое равновесия.
Интересный материал по интерпретации полученных результатов приведен в работе Н. А. Елисеева. Переход пород фации зеленых сланцев в породы фации эпидотовых амфиболитов осуществляется на основе реакции
Chl + Qw → Grn + H2O
(Chl — хлорит). Но, объясняя изотопное равновесие граната с водой, эта реакция не отражает геохимическое равновесие минерала с другими компонентами гнейсов. Описывая происхождение гранатов, Н. А. Елисеев пишет ещё об одной реакций
Chl + Qw → Cor + Ant + H2O
(Ant — антофиллит). Эти реакции протекают при разных Р-Т условиях. Но объединение их в средних областях Р-Т- условий приводит к искомой реакции образования минералов:
Chl + Qw → {Cor + [Grn] + H2O],
которая соответствует полученной выше схеме по изотопно-геохимическим данным.

### Магнетиты
Изотопные данные. Изучен изотопный состав кислорода в акцессорных Mt и Il кислых метаморфитов (см. таблицу). Равновесие минералов с Н2О, СО2 и СО не подтверждается, зато выявлено равновесие с рутилом, соответствуя образованию системы Mt(Il)-Ru при разложении ферропсевдобрукита или ильменита (П. Я. Ярош, 1956; П. Р. Бусек, К. Келль,1966; и т. д.) по реакции
FeTiO5 → [Il + Ru];
Однако, в магнетитовых месторождениях Кривого Рога (Украина) этот механизм не выявлен, возможно, из-за ошибок в определении изотопного состава кислорода минерала.
Возможно образование Mt за счёт разложения ильменита по реакции
3FeTiO3 + O−2 →[Fe3O4 + 3TiO2].
Тогда Mt находится в изотопном равновесии с рутилом (Ru). В этом случае Mt образуется при Тизот ≈ 450 °C. Такие Тизот(Mt) вполне возможны. Так на рудопроявлении р. Кюэричи жилообразные магнетит-гемоильменитовые руды образованы при Т = 430—570 °C (А. Н. Соляник и др., 1984).
В метаморфических породах Il и Mt формируются в равновесии с Ru при Тизот = 400—500 °С. Если же рассматривать Il как продукт разложения ульвошпинели, то в ассоциации с Mt их Тизот = 458 °C. Магнетит не может быть образован за счёт разложения Il, поскольку в противном случае температуры образования (Тизот = 1100 −2000 °C) геологически не реальны.
В месторождения железорудной формации Biwabik (Сев. Миннесота) скарнового типа: по Синякову В. И. (1978), Дымкину А. М. и др. (1975) по результатам декрепитации Тобр(Mt) в скарнах колеблется в пределах 420—530 °C. Изучена пара магнетит-кварц. Полученные данные дают температуру образования Mt в 500—550 °C при условии равновесия его с СО2. Наиболее вероятным механизмом его образования является распад сидерита по схеме (Perry E.C., Bonnichsen B, 1966)
3FeCO3 + 0,5O2 → Fe3O4 + 3CO2.
В. Н. Загнитко и др. (1989), И. П. Луговая (1973), ссылаясь на эксперименты, приводят реакции, соответствующие изотопным соотношениям:
3FeCO3 → [Fe3O4 + 2CO2] + CO (безводные среды с удалением газа);
6FeCO3→ [2Fe3O4 + 5CO2] + C (медленное удаление газа, наименее вероятная реакция).
Изучены преимущественно магнетиты Украинского щита. При интерпретации учитывались термодинамические данные по пироксенам, оливинам, гранатам, карбонатам и другим соединениям, отмеченным при описании граната. Использованы определяющие отношения (Fe/Mg), (Fe/Mn), (Fe/Ca). Установлено, что исходное уравнение должно иметь вид
… = … + {Px + [Mt] + CO2] + ….
В литературе прямого упоминания о подобных реакциях нет. В работе Н. А. Елисеева (стр. 64) при описании контактовых роговиков упоминается реакция
CaMg(CO3)2 + 2SiO2 = CaMg(SiO3)2 + 2CO2.
Если вместо доломита взять анкерит Ca2Mg,Fe(CO3)4, брейнерит (Mg,Fe)CO3 или сидероплезит (Fe,Mg)CO3, то при метаморфизме карбонатов можем получить реакцию, например,
3Ca2MgFe(CO3)4+ 6SiO2 = 3CaCO3(?) +{3CaMg(SiO3)2(?) + [Fe3O4} + 8CO2] + CO.
О возможности протекания подобных реакций свидетельствует и состав природных карбонатов (И. П. Луговая, 1973): сидерит — FeCO3 — 98,4 %; MnCO3 — 3,4 %; MgCO3 — 0,7 %; пистолизит — FeCO3 — 69,6 %; MgCO3 — 27,3 %; MnCO3 — 2,8 %; сидероплезит — FeCO3 — 83,%; MgCO3 — 11,5 %; MnCO3  — 4,4 %. Недостатком реакции является неясность изотопной природы кальцита и пироксена.
Изучение Mt (из Н. М. Бондаревой, 1977, 1978) Одесско-Белоцерковской зоны показало, что для эталонной Т = 500 °C (магнитные свойства [Е. Б. Глевасский и др., 1970], декрепитация) рудный Mt термодинамически геохимически равновесен оливину (Ol) (по соотношению Fe+2, Ca, Mg, Mn) и корунду (Cor) (Fe+3-Al), образуя ассоциацию [Mt-Ol-Cor]. При этом давление оценивается в 1 кбар. По В. И. Михееву (1955) при Т = 1200 °C и Р = 1 атм Mg- хлорит разлагается на шпинель и Ol. Так как Mt — это шпинель, то выявленную ассоциацию Mt- Ol- Cor можно связать с разложением сильно железистого хлорита (лепто-, септохлорит) типа кроншдтетита, содержащего Fe+2 и Fe+3.